# Habenaria agapitae
Habenaria agapitae är en orkidéart som beskrevs av Roberto González Tamayo och Reynoso. Habenaria agapitae ingår i släktet Habenaria och familjen orkidéer. Inga underarter finns listade i Catalogue of Life.